# Scottecs Gigazine
Scottecs Gigazine è una rivista di fumetti creata da Sio insieme a Fraffrog, Dado e Giacomo Bevilacqua e pubblicata dalla casa editrice Gigaciao.
Il fumetto va a sostituire la rivista Scottecs Megazine di Sio.

## Storia editoriale
Il 31 ottobre 2022, Sio crea la casa editrice Gigaciao insieme a Fraffrog, Dado e Giacomo Bevilacqua e tra dicembre 2022 e maggio 2023 carica su YouTube tre cortometraggi animati di Mega Tree Majokko, un fumetto apparso per la prima volta sulla rivista Scottecs Megazine nel 2020. Il 24 aprile 2023 Sio annuncia l'interruzione definitiva della rivista dopo otto anni, mentre due giorni dopo annuncia il nuovo mensile Scottecs Gigazine che andrà a sostituirla, edito da Gigaciao e a cui lavoreranno gli stessi fumettisti. Il primo numero della nuova raccolta a fumetti è stato pubblicato il 5 luglio 2023, anticipato da un numero zero distribuito in occasione del Napoli Comicon.
Il primo numero della serie è stato stampato in 100 000 copie, alle quali è stata aggiunta una versione con una variante della copertina, ispirata al videogioco The Legend of Zelda: Tears of the Kingdom, con una tiratura ridotta di 5 000 copie.Al numero 5 viene aggiunta una cover variant ispirata all'Anime One Piece. Nel numero 11 viene stampata una variant disegnata da Giacomo Bevilacqua, e nel numero 16 viene stampata una cover variant disegnata da Silver.

## Contenuto
Il fumetto contiene i fumetti di Sio come in Scottecs Megazine, inoltre sono presenti anche altre serie, tra cui:
- Dragon Village - Dado
- Posta Furbuffa - Sio
- Le lezioni di disegno giusto - Fraffrog
- Barbascura X spiega le cose - Barbascura X e Sio
- A Panda piace - Giacomo Bevilacqua
- Mega Tree Majokko - Daw e Jackmoruz
- Power Pizza - Lorro e Nik
- VideogiOK - Kenobisboch
- Recycle Rangers - The Sparker (dal numero 10)
- Ricciònick - Alex Comandatore (dal numero 13)
- Il Misterioso Papero del Giappone - Daw (dal numero 14)
- Lambada & Calypso - Davide La Rosa, Serena Cirillo (dal numero 14)
- Jochi Joviali - Christian Giove (dal numero 14)
- Deer Postwoman - Gaia De Bernardini (dal numero 19)
- La casa che viaggia nel tempo - Pietro B. Zemelo (dal numero 19)

Inoltre nel primo albo è presente una pagina di Zerocalcare e nel nono numero è presente lo Youtuber Kendal come easter egg da trovare.

### Fonti
1. ↑   GIGACIAO | Facciamo fumetti e cartoni, su Gigaciao. URL consultato il 2 agosto 2023.
2. ↑   Nasce la Gigaciao SRL, casa editrice di fumetti e cartoni animati, su Lo Spazio Bianco, 3 novembre 2022. URL consultato il 3 agosto 2023.
3. ↑   Sio annuncia la chiusura di "Scottecs Megazine", su Fumettologica, 24 aprile 2023. URL consultato il 3 agosto 2023.
4. ↑   Scottecs Gigazine: la nuova rivista di fumetti di Sio, pubblicata da Gigaciao, su Lo Spazio Bianco, 26 aprile 2023. URL consultato il 3 agosto 2023.
5. ↑   Nasce "Scottecs Gigazine", la nuova rivista di Sio pubblicata da Gigaciao, su Fumettologica, 26 aprile 2023. URL consultato il 3 agosto 2023.
6. ↑   Valerio Bindi, Sio & Firends: "Ecco la nuova rivista autoprodotta", la Repubblica, 24 giugno 2023. URL consultato il 3 agosto 2023.
7. ↑   Un po' di pagine da "Scottecs Gigazine" 1, su Fumettologica, 5 luglio 2023. URL consultato il 20 agosto 2023.
8. ↑   Scottecs Gigazine 16 - Variant Silver - Gigaciao - Italiano, su MyComics.it. URL consultato il 5 ottobre 2024 (archiviato dall'url originale il 5 ottobre 2024).